# Třída Tribal (1936)
Třída Tribal byla třída britských torpédoborců z období druhé světové války. Ve Velké Británii, Kanadě a Austrálii jich bylo postaveno celkem 27 kusů. Za druhé světové války byly intenzivně nasazeny, objevily se prakticky na všech hlavních bojištích. Za války bylo ztraceno celkem 13 jednotek této třídy. Kanadský torpédoborec HMCS Haida se dochoval dodnes.

## Pozadí vzniku
Vývoj torpédoborců třídy Tribal byl reakcí na stavbu nové kategorie velkých torpédoborců ve Francii, Japonsku a USA, zejména na japonskou třídu Fubuki. Tyto lodě dosavadní konstrukce výrazně převyšovaly jak výtlakem, tak výzbrojí a mnohdy stály někde na pomezí mezi torpédoborcem a malým křižníkem. Jednalo se například o francouzskou třídu Mogador a americkou třídu Porter. Britské loděnice v letech 1936–1939 postavily 16 torpédoborců třídy Tribal, rozdělených do několika skupin. V letech 1942–1943 byly postaveny další čtyři Tribaly pro Kanadu a v australských loděnicích byly postaveny ještě další tři kusy.
Jednotky třídy Tribal:
| Jméno      | Uživatel | Loděnice                | Založení kýlu | Spuštění na vodu   | Přijetí do služby | Status |
| ---------- | -------- | ----------------------- | ------------- | ------------------ | ----------------- | --- |
| Afridi     | RN       | Vickers-Armstrong, Tyne | 1936          | 8. června 1937     | květen 1938       | Dne 3. května 1940 potopen poblíž Namsosu německými bombardéry Ju 87. |
| Ashanti    | RN       | Denny, Dumbarton        | 1936          | 5. listopadu 1937  | prosinec 1938     | Vyřazen 1949. |
| Bedouin    | RN       | Denny, Dumbarton        | 1937          | 21. prosince 1937  | březen 1939       | Dne 15. června 1942 poblíž ostrova Pantelleria poškozen italskými křižníky Eugenio di Savoia, Duca degli Abruzzi a Raimondo Montecuccoli a následně potopen bombardéry SM.79. |
| Cossack    | RN       | Vickers-Armstrong, Tyne | 1936          | 8. června 1937     | červen 1938       | Dne 23. října 1941 západně od Gibraltaru těžce poškozen německou ponorkou U-563, 27. října 1941 se potopil.                                                                   |
| Eskimo     | RN       | Vickers-Armstrong, Tyne | 1936          | 3. září 1937       | prosinec 1938     | Vyřazen 1949. |
| Gurkha     | RN       | Fairfield, Govan        | 1936          | 7. července 1937   | říjen 1938        | Dne 9. dubna 1940 potopen západně od Bergenu německými bombardéry Ju 88. |
| Maori      | RN       | Fairfield, Govan        | 1936          | 2. září 1937       | leden 1939        | Dne 12. února 1942 potopen poblíž Malty německými bombardéry Ju 88. |
| Mashona    | RN       | Vickers-Armstrong, Tyne | 1936          | 3. září 1937       | březen 1939       | Dne 28. května 1941 potopen jihozápadně od pobřeží Irska německými bombardéry Ju 88.                                                                                          |
| Matabele   | RN       | Scotts, Greenock        | 1936          | 6. října 1937      | leden 1939        | Dne 17. ledna 1942 potopen v Barntsově moři německou ponrkou U-454. |
| Mohawk     | RN       | Thornycroft, Woolston   | 1936          | 5. října 1937      | září 1938         | Dne 16. dubna 1941 poblíž mysu Bon torpédován italským torpédoborcem Luca Tarigo a následně potopen torpédoborcem HMS Janus.                                                  |
| Nubian     | RN       | Thornycroft, Woolston   | 1936          | 21. prosince 1937  | prosinec 1938     | Vyřazen 1949. |
| Punjabi    | RN       | Scotts, Greenock        | 1936          | 18. prosince 1937  | březen 1939       | Dne 1. května 1942 se potopil v severním Atlantiku po srážce s bitevní lodí HMS King George V.                                                                                |
| Sikh       | RN       | A. Stephens, Linthouse  | 1936          | 17. prosince 1937  | říjen 1938        | Dne 14. září 1942 potopen v Tobruku palbou německých pobřežních baterií. |
| Somali     | RN       | Swan Hunter, Wallsend   | 1936          | 24. srpna 1937     | prosinec 1938     | Dne 20. září 1942 jižně od Islandu těžce poškozen německou ponorkou U-703, 24. září 1942 se potopil.                                                                          |
| Tartar     | RN       | Swan Hunter, Wallsend   | 1936          | 21. října 1937     | březen 1939       | Vyřazen 1948. |
| Zulu       | RN       | A. Stephens, Linthouse  | 1936          | 23. září 1937      | září 1938         | Dne 14. září 1942 u Tobruku potopen německými bombardéry Ju 88. |
| Arunta     | RAN      | Cockatoo Dockayrd       | 1939          | 30. listopadu 1940 | březen 1942       | Vyřazen 1968. |
| Bataan     | RAN      | Cockatoo Dockayrd       | 1942          | 15. ledna 1944     | květen 1945       | Vyřazen 1958. |
| Warramunga | RAN      | Cockatoo Dockayrd       | 1940          | 6. února 1942      | listopad 1942     | Vyřazen 1963. |
| Athabascan | RCN      | Vickers-Armstrong, Tyne | 1940          | 18. listopadu 1941 | únor 1943         | Dne 29. dubna 1944 severně od ostrova Île de Batz v Bretani potopen německou torpédovkou Т24.                                                                                 |
| Haida      | RCN      | Vickers-Armstrong, Tyne | 1941          | 25. srpna 1942     | září 1943         | Vyřazen 1964, muzejní loď. |
| Huron      | RCN      | Vickers-Armstrong, Tyne | 1941          | 25. června 1942    | červenec 943      | Vyřazen 1965. |
| Iroquis    | RCN      | Vickers-Armstrong, Tyne | 1940          | 23. září 1941      | prosinec 1942     | Vyřazen 1966. |
| Athabascan | RCN      | Halifax, Canada         | 1944          | 14. května 1946    | leden 1948        | Vyřazen 1969. |
| Cayuga     | RCN      | Halifax, Canada         | 1943          | 28. července 1945  | říjen 1947        | Vyřazen 1964. |
| Micmac     | RCN      | Halifax, Canada         | 1942          | 18. září 1943      | září 1945         | Vyřazen 1964. |
| Nootka     | RCN      | Halifax, Canada         | 1942          | 26. dubna 1944     | srpen 1946        | Vyřazen 1964. |

## Konstrukce

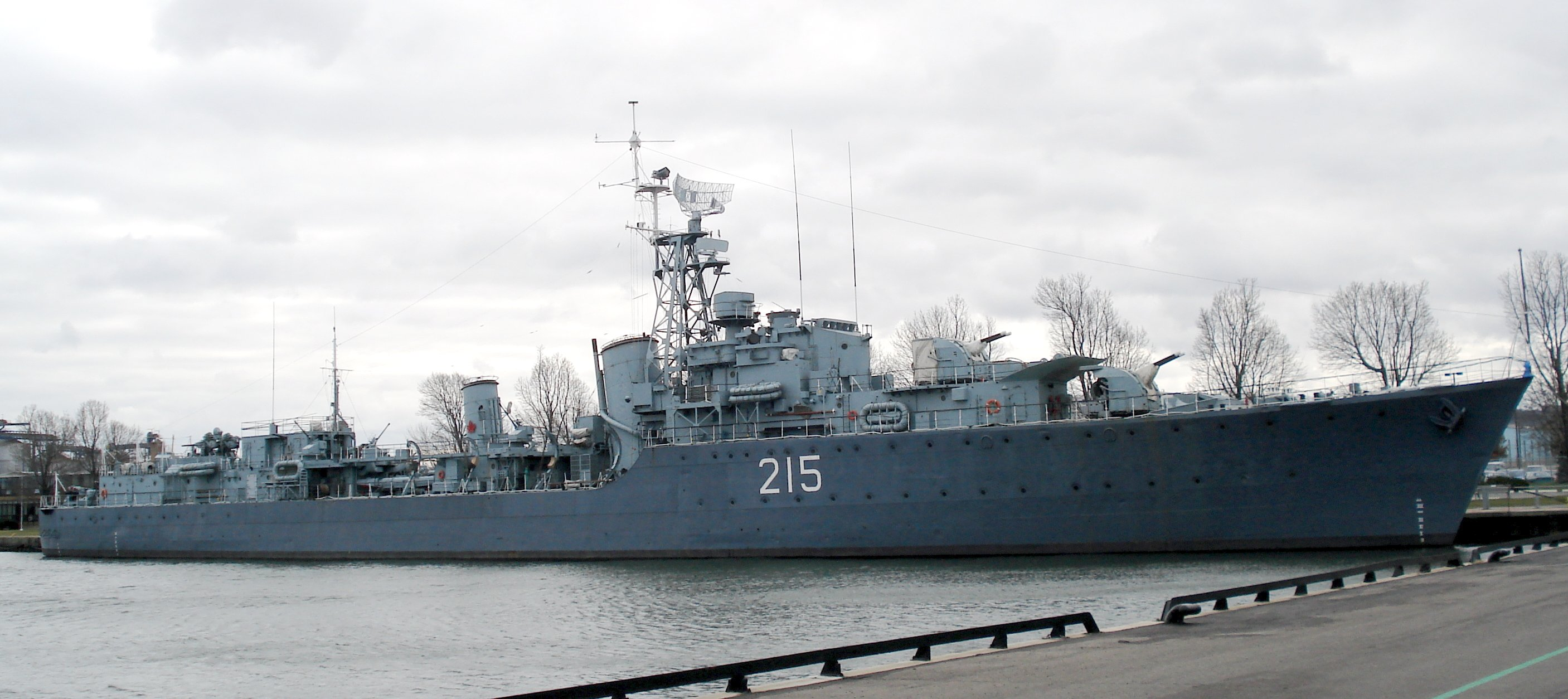
HMCS Haida je jediným dochovaným torpédoborcem této třídy

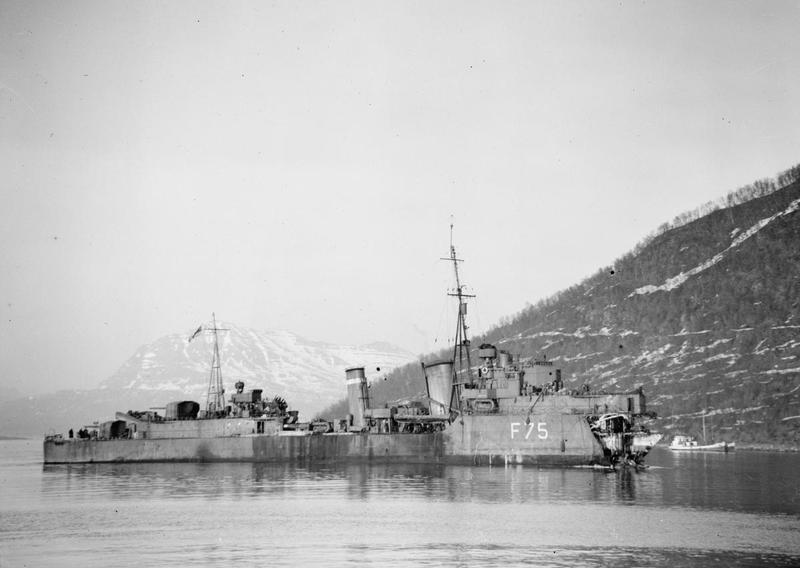
HMS Eskimo bez přídě během nasazení v Norsku

Britské torpédoborce třídy Tribal po dokončení nesly osm 120mm/45 kanónů QF Mk.XII, umístěných ve dvoudělových věžích. Protiletadlovou výzbroj tvořily čtyři 40mm kanóny Pom-pom a jeden čtyřhlavňový 533mm torpédomet. Torpéda byla typu Mk.IX. K napadání ponorek sloužily dva vrhače a jedna skluzavka pro svrhávání hlubinných pum. Pohonný systém tvořily tři tříbubnové kotle Admiralty, pohánějící dvě parní turbíny Parsons o výkonu 44 00 shp, které roztáčely dva lodní šrouby. Nejvyšší rychlost dosahovala 36,5 uzlu.

### Modifikace
Všechny australské a první čtyři kanadské torpédoborce této třídy nesly po dokončení pouze šest 120mm kanónů. Za války byl počet nesených hlubinných pum zvětšen až na 46 kusů. Protiletadlovou výzbroj posílily dva 40mm kanóny, nebo až dvanáct 20mm kanónů.

## Operační služba
Za druhé světové války bylo ztraceno 13 jednotek třídy Tribal. Britské námořnictvo je, pro značné opotřebování, vyřadilo v letech 1948–1949. U zahraničních uživatelů sloužily déle a došlo i k jejich nasazení v korejské válce. Kanadské námořnictvo je vyřadilo v letech 1964–1969.

## Zahraniční uživatelé
Austrálie Australské námořnictvo
 Kanada Kanadské námořnictvo